# Pat Kilbane
Patrick F. "Pat" Kilbane (5. november 1969) er en amerikansk stemmeskuespiller født i Lakewood Ohio.